# 유미촌
유미촌(油見村)은 히로시마현 사에키군에 설치되었던 촌이다. 현재의 오타케시에 해당한다.

## 역사
- 1889년 4월 1일 - 정촌제 시행에 의해 사에키군 유미촌이 발족하였다.
- 1929년 4월 1일 - 오타케정에 편입해 폐지되었다.

## 참고문헌
- 角川日本地名大辞典 34 広島県
- 『市町村名変遷辞典』東京堂出版、1990年。